# 霊能力者 小田霧響子の嘘
『霊能力者 小田霧響子の嘘』（れいのうりょくしゃ おだぎりきょうこのうそ）は、甲斐谷忍による日本の漫画作品、およびそれを原作とした連続テレビドラマ。
『ビジネスジャンプ』（集英社）にて2007年12号より2011年21・22合併号まで連載された。『グランドジャンプ』に移籍し、2012年春より連載再開予定とされていたが、再開されないままとなっている。単行本は2012年までに7巻まで刊行された。天才霊能力者・小田霧響子が、事件を持ち前の推理力で解決する推理漫画である。

## あらすじ
類稀な霊能力で未解決事件を次々と解決する天才霊能力者・小田霧響子。ある日、響子の大ファンである谷口一郎は、街で偶然響子を見かけ、後を付けてしまうが……。

## 主要登場人物
声の項はVOMIC版のもの。
小田霧 響子（おだぎり きょうこ）
声 - 浅野真澄
本作の主人公。類稀な霊能力を売りにしている美人霊能力者。額のルビーに人差し指と中指を当て、「見えました」というのが定番の決めポーズ。その的中率と、何よりも優しさから世間からの人気は高く、「オダキョー」の愛称で親しまれている。
しかし、本人に霊能力の類は全くなく、あくまで論理的に事件を解決している。飛び級で米国のハイスクールに入学、16歳でハーバード大学に入学、首席で卒業したとされており、様々な雑学知識と優れた洞察力を持つ。また、彼女の目的は事件解明ではなく「人を救うこと」であるため、徹底的な悪人を除いて犯人を見つけても世間に公表するよりも、被害者と加害者の間で事情を伝えて説得したり、アフターフォローを加える場合や自発的に反省・自首をさせることが多い。
なお、霊能力否定派に対しては、しばしば「私は自分の能力を"霊能力だ"と定義したことは無く、周囲が勝手に"霊能力"と騒いでいるだけ」と切り返している。
普段は癇癪持ちで人使いが荒い。外国人俳優や大物著名人との面会には積極的なミーハーな面があり、ブームに乗ってメジャーリーグの観戦に渡米したことがある。趣味は競馬だが、的中率は作中において皆無で、12レース全て予想を外し、鉄板の複勝馬券すら外すほどである。
谷口 一郎（たにぐち いちろう）
声 - 小野坂昌也
集英大学4年生。元々響子のファン。就職活動のための面接に行く途中に街で響子を目撃し、後をつけた先で響子の着替えシーンを目撃してしまう。ストーカーと勘違いされた響子に丸一日拘束され、面接に行けなかった。その後誤解を解いた響子に、専属スタッフとして雇われる。
響子の出演番組やイベントのオファーを受けたりする、マネージャー的な役割を果たす。一方で彼女の趣味の競馬など、彼女のプライベートにまで付き合わされることも多い。
黒服A（仮称）
本名不詳。痩せた体に坊主頭の格好をしており、同作者の作品『ONE OUTS』の秘書に酷似している。響子の秘書であると同時に身辺護衛が主な仕事。7ヶ国語の通訳が可能で、現時点でスペイン語も習得していることが判明。響子の癇に障る言葉を口にして殴られることも多々あるが、彼女の優しさを理解しているために本質的には信頼し、慕っている。
細木 草太（ほそぎ そうた）
Aと同じく響子の秘書。体格は太っており、髪型はリーゼント。酔っぱらうと全裸になる。よけいな一言で響子にパンチを食らうのがお約束。
村山 良男（むらやま よしお）
物理学者。既婚。小田霧響子を敵視している。

## ラジオドラマ
2008年4月4日から集英社ヴォイスコミックステーションサイト「VOMIC」で配信中。
キャスト
主要担当声優は上述。ここではそれ以外のキャストについて記す。
- 高島彩子 - 折笠愛
- 秘書A - 四宮豪
- 秘書B - 松田健一郎
- 谷口仁志 - 梶裕貴
- オグラ - 田村健亮
- 笠井 - 小野徳巳
- キョウカ - 戸塚利絵
- ルミ - 佐藤奏美

## 単行本
- 甲斐谷忍『霊能力者 小田霧響子の嘘』 集英社〈ヤングジャンプ・コミックス〉、既刊7巻
  1. 2008年2月19日発売 ISBN 978-4-08-877402-2
  2. 2008年7月18日発売 ISBN 978-4-08-877479-4
  3. 2009年4月17日発売 ISBN 978-4-08-877618-7
  4. 2010年9月17日発売 ISBN 978-4-08-877862-4
  5. 2010年12月3日発売 ISBN 978-4-08-879074-9
  6. 2011年6月17日発売 ISBN 978-4-08-879163-0
  7. 2012年2月24日発売 ISBN 978-4-08-879297-2

## テレビドラマ
2010年10月10日より12月5日までテレビ朝日系列の「日曜ナイトドラマ」枠で石原さとみ主演で放送された。作品構成は原作通りだが、人物設定は大幅に変更されている。
各話（「第1話」「第2話」…）を「第1霊」「第2霊」…と表現している。

### テレビドラマ版の登場人物
小田霧 響子（おだぎり きょうこ）
演 - 石原さとみ
本作の主人公。通称オダキョー。トーク番組『オカルトーーク』にて「天才霊能力者」として活躍しているが、実際は霊能力は全く無く、毎回番組AD（その際「小田島」「小田沼」などの偽名を名乗る）に扮しての地道な事前調査と鋭い洞察力、更にはハッタリで超常現象を解き明かしている。本来は地味かつ怖がりな性格で、霊能力者という嘘をつき続けることに後ろめたさを感じている。従兄弟で社長で親友という薫の強引さに振り回されており、谷口につきまとわれて迷惑に思う反面、頼りにしている。漢字が読めなかったり、常識に疎い面もあるが得意のハッタリと谷口のフォローで乗り切っている。
ADとして捜査をする際の決め台詞は「ついつい、見えちゃいました」、「小田霧響子」に変身した後の決め台詞は「見えました」。
両親の失踪により弟の幸太と共に叔母である瀬川由美の家に引き取られ、薫とは姉妹のように育った。鋭すぎる洞察力から高校時代には同級生から酷いイジメを受けていた。重病を患う幸太のため稼いだお金は治療費に充て、自分は質素な生活を心がけている。谷口から失踪していた両親の住所を伝えられ、その後幸太と薫と共に両親のもとを訪れる。
谷口 一郎（たにぐち いちろう）
演 - 谷原章介
警視庁の警部補。警視庁が突如設置した「霊能捜査課準備室」の一員で、「本物の霊能力者を連れてこなければクビ」と宣告されており、保身のために響子に近付く。コードネーム「M」。超常現象には懐疑的。様々な記録を持っており、超人的な身体能力を発揮するお調子者でミーハー。図々しく意地汚い上に響子と同様に臆病者。響子がニセ霊能力者と知ったものの、逆に刑事という素性をあっさりと暴かれてしまい、居直る形で「先生」と呼んでつきまとう。アシスタントとして超常現象の調査を行う際にはプロデューサーの肩書きを用いる（つまり、ADに扮する響子の上司を詐称し、人前では立場が逆転する）。
響子の両親が失踪したことに関する秘密は「No.9」に記録されており、閲覧を試み調べ上げ、その後両親の住所を響子に伝える。
飯伏 薫（いぶし かおる）
演 - 大島優子（当時AKB48）
響子の従姉妹で、彼女の所属事務所であり、番組企画&芸能事務所「EVCエージェンシー」の社長兼『オカルトーーク』プロデューサー（後にチーフプロデューサーに昇格）。若くしてやり手だが守銭奴。響子に霊能力がないことを知りながら、女王様キャラで響子を意のままに操り、視聴率とギャラのためならかなり無茶な仕掛けも行う。谷口とは意気投合し、響子を超常現象の調査やライバルとの対決へと駆り立てている。自分の容姿には自信があり、自らもタレントまがいの活動を行っている。そうした反面、響子をイジメの被害から庇うなど心優しい一面も持ち合わせており、響子を親友として気遣う面もみられる。実母である女優で芸能プロダクション社長の瀬川由美とは根深い確執があったが、事実を知り和解。その後響子と幸太共に響子の両親のもとを訪れる。
女刑事「S」
演 - 三浦理恵子
谷口の上司。未解決のまま放置された失踪事件「No.9」を解決するために設置された「霊能捜査課準備室」の一員で、「M」こと谷口に無茶な指令を出している。自身のコードネームに並々ならぬ愛着を抱いており、何を言われようと「S」と呼ばれなければまったく返事をしない。薫以上の女王様。
小田霧 幸太（おだぎり こうた）
演 - 竹内寿
響子の弟。難病で入院中。響子が霊能力者を名乗り続ける最大の動機。
戸井 睦子（とい むつこ）
演 - 篠原真衣
東和テレビ（架空）の人気番組『オカルトーーク』の司会を務めるアナウンサー。響子が霊能力者だと信じ切っており、その怪しげな言動やツッコみどころ満載な憑依に関しても盲信している。
黒服の男
演 - かねきよ勝則、野間慎平
黒服を着た薫の忠実な部下。薫の指示で響子の捜査をサポートする。薫の強引さには辟易している面もあり、心情的には響子に味方している。

### ゲスト
第1霊
- 高峰彩子 - 水野真紀
- 大和田伸也（『オカルトーーク』ゲスト、大物俳優） - 大和田伸也
- 川上千夏 - 水崎綾女
- 福田正平 - 長江英和
- 竹島健一 - 芋洗坂登郎

第2霊
- 土井利幸 - 甲本雅裕
- 鶴川浩二 - きたろう
- 菊川紗代 - 吉田里琴
- ザ・たっち（『オカルトーーク』ゲスト） - ザ・たっち

第3霊
- 稲垣美里 - 酒井若菜
- 森野弘子 - 映美くらら
- 田町博則 - 戸次重幸
- 高橋康一 - 石井正則（アリtoキリギリス）
- 手越 - 古澤裕介
- 林家ペー・林家パー子（『オカルトーーク』ゲスト） - 林家ペー・パー子

第4霊
- 村山良男 - 鶴見辰吾
- 村山佳代 - 中島ひろ子
- 村山紀花 - 森迫永依
- 末継美智子 - 栗田よう子
- 竹内希美 - 高良光莉

第5霊
- 氏家健一 - 川崎麻世
- 花村幸絵 - 長谷川真弓
- 花村健也 - 佐藤詩音
- 後藤統吾 - 弓削智久
- 川上千夏 - 水崎綾女

第6霊
- 平沢由香里 - 国分佐智子
- 高崎郁代 - 山下容莉枝
- 斉藤いずみ - 工藤里紗
- 唐木勉 - 温水洋一

第7霊
- 戸田翔子 - 小池里奈
- 園田和気 - 塚地武雅
- 藤村武羅男 - 黄川田将也
- 白井啓治 - 神保悟志

第8霊
- 瀬川由美 - 中田喜子
- 東功一郎 - 中西良太
- 香取陽介 - 竹財輝之助
- 劇団員 - 篠原愛実、豊島由佳梨、遠山悠介、石沢勤、高橋亜由美、今井佑里子、関根慶人

最終回
- 東金元吉 - 梅沢富美男
- 白井啓治 - 神保悟志
- 白井奈緒子 - 生稲晃子
- 篠田光恵 - 大島蓉子
- 土井利幸 - 甲本雅裕
- 田町博則 - 戸次重幸
- 氏家健一 - 川崎麻世
- 唐木勉 - 温水洋一
- 戸田翔子 - 小池里奈

### スタッフ
- 脚本 - 渡辺雄介、森ハヤシ、小泉徳宏（ROBOT）、山岡真介
- 音楽 - 山下康介
- ナレーター - 永井一郎
- 演出 - 常廣丈太（テレビ朝日）、本橋圭太（アズバーズ）
- ゼネラルプロデューサー - 横地郁英（テレビ朝日）
- プロデューサー - 関拓也（テレビ朝日）、井上竜太（ホリプロ）
- 制作 - テレビ朝日、ホリプロ

### 主題歌
- 世界の終わり「天使と悪魔」（Lastrum）

### サブタイトル
| 各霊                                                       | 放送日         | サブタイトル                   | 脚本     | 演出     | 視聴率 |
| ---------------------------------------------------------- | -------------- | ------------------------------ | -------- | -------- | ------ |
| 第1霊                                                      | 2010年10月10日 | 痴漢幽霊                       | 渡辺雄介 | 常廣丈太 | 7.8%   |
| 第2霊                                                      | 2010年10月17日 | 霊能ブタの大予言               | 森ハヤシ | 常廣丈太 | 7.0%   |
| 第3霊                                                      | 2010年10月24日 | 心霊写真×神隠し                | 渡辺雄介 | 本橋圭太 | 7.6%   |
| 第4霊                                                      | 2010年10月31日 | ポルターガイストの謎           | 小泉徳宏 | 本橋圭太 | 7.5%   |
| 第5霊                                                      | 2010年11月07日 | 人体発火トリック               | 森ハヤシ | 常廣丈太 | 8.3%   |
| 第6霊                                                      | 2010年11月14日 | 浮き出ては消える血文字トリック | 山岡真介 | 本橋圭太 | 7.5%   |
| 第7霊                                                      | 2010年11月21日 | 謎の透視アイドル               | 森ハヤシ | 常廣丈太 | 9.0%   |
| 第8霊                                                      | 2010年11月28日 | 金髪ゴースト瞬間移動           | 森ハヤシ | 本橋圭太 | 9.7%   |
| 最終回                                                     | 2010年12月05日 | 透明人間の正体                 | 渡辺雄介 | 常廣丈太 | 7.2%   |
| 平均視聴率 8.0% （視聴率は関東地区・ビデオリサーチ社調べ） |                |                                |          |          |        |

- 『日曜洋画劇場』放送枠拡大のため、第2霊が23:30、第5霊が23:15、第7霊が23:45[2]開始。
- 第8霊（2010年11月28日）は、QAB琉球朝日放送に限り、『選択 2010沖縄県知事選挙』放送のため休止。振替放送時間不明。